# Patagonula
Patagonula es un género de plantas con flores de la familia Boraginaceae. Comprende ocho especies.
Está considerado un sinónimo del género Cordia L.

## Especies seleccionadas
- Patagonula alba
- Patagonula americana - "Guayaibí"
- Patagonula australis
- Patagonula bahiensis